# Satrapodes dosca
Satrapodes dosca är en fjärilsart som beskrevs av Dyar 1912. Satrapodes dosca ingår i släktet Satrapodes och familjen nattflyn. Inga underarter finns listade.